# Nati nel 2001/Dicembre
| Questa pagina contiene informazioni ricavate automaticamente dalle voci biografiche con l'ausilio del template Bio e di un bot. L'aggiornamento è periodico e automatico e ricostruisce completamente la pagina. Se manca una persona in questa lista, sei pregato di non aggiungerla, ma accertati piuttosto che la sua voce biografica contenga il template Bio e che i dati anagrafici siano correttamente compilati. Se il template Bio manca, inseriscilo tu stesso o, in alternativa, metti l'avviso {{tmp\|Bio}} che ne segnala la mancanza. Se i dati riportati sono sbagliati, correggi direttamente la voce biografica; le modifiche saranno visibili in questa lista entro pochi giorni. Per chiarimenti vedi il progetto biografie. La lista contiene solo le 191 persone che sono citate nell'enciclopedia e per le quali è stato implementato correttamente il template Bio. Pagina aggiornata al 10 ago 2025. |

- 1º dicembre - Aiko, principessa Toshi, principessa giapponese
- 1º dicembre - Peter Kováčik, calciatore slovacco
- 1º dicembre - Carole Monnet, tennista francese
- 1º dicembre - Sami Pajari, pilota di rally finlandese
- 1º dicembre - Alice Robinson, sciatrice alpina neozelandese
- 2 dicembre - Ricardo Azevedo Alves, calciatore svizzero
- 2 dicembre - José Castillo Pérez, calciatore messicano
- 2 dicembre - Makanakaishe Charamba, velocista zimbabwese
- 2 dicembre - Iman Griffith, calciatore olandese
- 2 dicembre - Nicolas Heinrich, pistard e ciclista su strada tedesco
- 2 dicembre - Marko Ivezić, calciatore serbo
- 2 dicembre - Emilio Nava, tennista statunitense
- 2 dicembre - Márton Radics, calciatore ungherese
- 3 dicembre - Bobosi Byaruhanga, calciatore ugandese
- 3 dicembre - Lorette Charpy, ginnasta francese
- 3 dicembre - Andrea Gori, hockeista su pista italiano
- 3 dicembre - Jake Jarman, ginnasta britannico
- 3 dicembre - Oliver Kass Kawo, calciatore svedese
- 4 dicembre - Jahdae Barron, giocatore di football americano statunitense
- 4 dicembre - Sonja Gigler, sciatrice freestyle austriaca
- 4 dicembre - Valentin Jachmann, sciatore alpino tedesco
- 4 dicembre - Nicolò Rovella, calciatore italiano
- 5 dicembre - Peter Lundström, giocatore di football americano finlandese
- 5 dicembre - Gaia Maris, rugbista a 15 italiana
- 5 dicembre - Alessandro Michieletto, pallavolista italiano
- 5 dicembre - Lil Double 0, rapper statunitense
- 5 dicembre - Diego Velazquez, attore salvadoregno
- 6 dicembre - Elynor Bäckstedt, ciclista su strada e pistard britannica
- 6 dicembre - Maximilian Ladurner, cestista italiano
- 6 dicembre - Vittoria Ostuni Minuzzi, rugbista a 15 italiana
- 6 dicembre - Daniel Rivas, calciatore paraguaiano
- 6 dicembre - Zack Tabudlo, cantante, musicista e produttore discografico filippino
- 7 dicembre - Ryan Alebiosu, calciatore inglese
- 7 dicembre - Alfonso Barco, calciatore peruviano
- 7 dicembre - Suleiman Camara, calciatore gambiano
- 7 dicembre - Chang Yani, tuffatrice cinese
- 7 dicembre - Francesco D'Angelo, canoista e cestista italiano
- 7 dicembre - Alec Díaz, calciatore portoricano
- 7 dicembre - Giulia Imperio, sollevatrice italiana
- 7 dicembre - Jalen McMillan, giocatore di football americano statunitense
- 7 dicembre - Quevedo, rapper spagnolo
- 7 dicembre - Giulio Zeppieri, tennista italiano
- 8 dicembre - Marouan Azarkan, calciatore olandese
- 8 dicembre - Josh Christopher, cestista statunitense
- 8 dicembre - Denilho Cleonise, calciatore olandese
- 8 dicembre - Cody Drameh, calciatore inglese
- 8 dicembre - Nicole Konderla, saltatrice con gli sci polacca
- 9 dicembre - Cameron Archer, calciatore inglese
- 9 dicembre - Elizaveta Matveeva, altista kazaka
- 10 dicembre - Mohamed Bamba, calciatore ivoriano
- 10 dicembre - Aryan Chopra, scacchista indiano
- 10 dicembre - Jamie Margolin, attivista statunitense
- 10 dicembre - Momodou Njie, calciatore gambiano
- 10 dicembre - Diss Gacha, rapper italiano
- 10 dicembre - Sam Sutton, calciatore neozelandese
- 11 dicembre - Armel Bella-Kotchap, calciatore tedesco
- 11 dicembre - Aliyah Boston, cestista statunitense
- 11 dicembre - Natan Girma, calciatore svizzero
- 11 dicembre - Yanina Kuskova, ciclista su strada e pistard uzbeka
- 11 dicembre - Rassoul Ndiaye, calciatore francese
- 11 dicembre - Vinícius Nogueira, calciatore brasiliano
- 12 dicembre - Joselpho Barnes, calciatore tedesco
- 12 dicembre - Oscar Chelimo, mezzofondista ugandese
- 12 dicembre - Umi Imai, lottatrice giapponese
- 12 dicembre - Kyle Kennard, giocatore di football americano statunitense
- 12 dicembre - Eirin Maria Kvandal, saltatrice con gli sci norvegese
- 12 dicembre - Ladji Mallé, calciatore maliano
- 12 dicembre - Sam Mennenga, cestista neozelandese
- 12 dicembre - Thai Dai Van Nguyen, scacchista ceco
- 12 dicembre - Jospin Nshimirimana, calciatore burundese
- 12 dicembre - Michael Olise, calciatore francese
- 12 dicembre - Filip Salač, pilota motociclistico ceco
- 13 dicembre - Eren Dinkçi, calciatore tedesco
- 13 dicembre - Cristian Dumitru, calciatore rumeno
- 13 dicembre - Myles Harden, giocatore di football americano statunitense
- 13 dicembre - Sophia Kianni, attivista e imprenditrice statunitense
- 13 dicembre - Dan Neil, calciatore inglese
- 14 dicembre - Chimere Dike, giocatore di football americano statunitense
- 14 dicembre - Logan Farrington, calciatore statunitense
- 14 dicembre - Luis Henrique, calciatore brasiliano
- 14 dicembre - Reira Iwabuchi, snowboarder giapponese
- 14 dicembre - Joshua Rush, attore statunitense
- 15 dicembre - Ramiro Brazionis, calciatore uruguaiano
- 15 dicembre - Diljá, cantante islandese
- 15 dicembre - Ben Pattison, mezzofondista britannico
- 15 dicembre - Zoë Sedney, ostacolista e velocista olandese
- 15 dicembre - Marsel Zaynetdinov, tuffatore uzbeko
- 16 dicembre - Jovanny Bolívar, calciatore venezuelano
- 16 dicembre - Emilie Bragstad, calciatrice norvegese
- 16 dicembre - Sebastian Croft, attore britannico
- 16 dicembre - Jonatas Santos, calciatore brasiliano
- 16 dicembre - Mark Williams, cestista statunitense
- 17 dicembre - Marie-Julie Bonnin, astista francese
- 17 dicembre - Abde Ezzalzouli, calciatore marocchino
- 17 dicembre - Gaia Giovannini, pallavolista italiana
- 17 dicembre - Riku Miura, pattinatrice giapponese
- 17 dicembre - André Henrique, calciatore brasiliano
- 18 dicembre - Billie Eilish, cantautrice statunitense
- 18 dicembre - Stefan Feiertag, calciatore austriaco
- 18 dicembre - Kenzo Goudmijn, calciatore olandese
- 18 dicembre - Jalen Johnson, cestista statunitense
- 18 dicembre - Gustaf Lindqvist, sciatore alpino svedese
- 18 dicembre - Reegan Mimnaugh, calciatore scozzese
- 18 dicembre - Aleksandar Mladenović, giocatore di football americano serbo
- 18 dicembre - Desh, cantante ungherese
- 18 dicembre - Adriana Pană, sollevatrice rumena
- 18 dicembre - Hasan Srour, calciatore libanese
- 19 dicembre - Nicolas Checa, scacchista statunitense
- 19 dicembre - Ilario Monterisi, calciatore italiano
- 19 dicembre - Lena Oberdorf, calciatrice tedesca
- 19 dicembre - Kimi Panayotopoulos, giocatore di football americano svizzero
- 19 dicembre - Clark Phillips III, giocatore di football americano statunitense
- 20 dicembre - Youssouph Badji, calciatore senegalese
- 20 dicembre - Michel Costa da Silva, calciatore brasiliano
- 20 dicembre - Salifou Diarrassouba, calciatore burkinabé
- 20 dicembre - Moïse Sahi Dion, calciatore ivoriano
- 20 dicembre - Omar Hoyos, pallavolista portoricano
- 20 dicembre - Facundo Pellistri, calciatore uruguaiano
- 20 dicembre - Omar Rekik, calciatore tunisino
- 20 dicembre - Marcelo Suárez, calciatore boliviano
- 20 dicembre - Sepp van den Berg, calciatore olandese
- 20 dicembre - David Åhman, giocatore di beach volley svedese
- 21 dicembre - Pratama Arhan, calciatore indonesiano
- 21 dicembre - Henry Atola Meja, calciatore keniota
- 21 dicembre - Finn Fisher-Black, ciclista su strada e pistard neozelandese
- 21 dicembre - Simone Giordano, calciatore italiano
- 21 dicembre - Lauren Henry, canottiera britannica
- 21 dicembre - Alonso López, pilota motociclistico spagnolo
- 21 dicembre - Andrea Mabor Dut Biar, cestista sudsudanese
- 22 dicembre - Jack Draper, tennista britannico
- 22 dicembre - Camila Osorio, tennista colombiana
- 22 dicembre - Ruben Querinjean, mezzofondista e siepista lussemburghese
- 22 dicembre - Markus Rooth, multiplista norvegese
- 22 dicembre - Nathan Tjoe-A-On, calciatore indonesiano
- 23 dicembre - Stefan Bajic, calciatore francese
- 23 dicembre - Gabriella Baldacchino, attrice statunitense
- 23 dicembre - Sara Gailli, nuotatrice italiana
- 23 dicembre - José Hurtado, calciatore ecuadoriano
- 23 dicembre - Maximilian Schmidbauer, pistard e ciclista su strada austriaco
- 23 dicembre - William Wilson, calciatore keniota
- 23 dicembre - Rose Yeboah, altista ghanese
- 24 dicembre - Guðbjörg Bjarnadóttir, velocista islandese
- 24 dicembre - Fanil' Sungatulin, calciatore russo
- 24 dicembre - Emma Weyant, nuotatrice statunitense
- 25 dicembre - Jack Cooper Love, calciatore svedese
- 25 dicembre - Alex Jankewitz, calciatore svizzero
- 25 dicembre - Jimmy Kaparos, calciatore dominicano
- 25 dicembre - Aleksandra Kałucka, arrampicatrice polacca
- 26 dicembre - Sam Colangelo, hockeista su ghiaccio statunitense
- 26 dicembre - Rodolfo Falcón, nuotatore cubano
- 26 dicembre - McKinnley Jackson, giocatore di football americano statunitense
- 26 dicembre - Musa Juwara, calciatore gambiano
- 26 dicembre - Marcos Victor, calciatore brasiliano
- 26 dicembre - Aleksej Pokuševski, cestista serbo
- 26 dicembre - Christian Roberto, attore e ballerino italiano
- 27 dicembre - Jesse Akila, calciatore nigeriano
- 27 dicembre - Ander Barrenetxea, calciatore spagnolo
- 27 dicembre - Jeffrey Buis, pilota motociclistico olandese
- 27 dicembre - Abdul Zakaria Mugees, calciatore ghanese
- 27 dicembre - Lukas Märtens, nuotatore tedesco
- 28 dicembre - Anna Cristino, schermitrice italiana
- 28 dicembre - Madison De La Garza, attrice statunitense
- 28 dicembre - Tyrhys Dolan, calciatore inglese
- 28 dicembre - Kevin López, calciatore argentino
- 28 dicembre - Manuel Panaro, calciatore argentino
- 28 dicembre - Paul Penhoët, ciclista su strada e pistard francese
- 28 dicembre - Maitreyi Ramakrishnan, attrice canadese
- 28 dicembre - Fernando Tercero, ciclista su strada spagnolo
- 28 dicembre - Ruki Tomita, snowboarder giapponese
- 29 dicembre - Angela Dugalić, cestista serba
- 29 dicembre - Mathilde Harviken, calciatrice norvegese
- 29 dicembre - Nemanja Popović, cestista serbo
- 29 dicembre - Gilson Tavares, calciatore capoverdiano
- 29 dicembre - Keye van der Vuurst de Vries, cestista olandese
- 30 dicembre - Taylor Gardner-Hickman, calciatore inglese
- 30 dicembre - Paul Kircher, attore francese
- 30 dicembre - Barbora Malíková, velocista e mezzofondista ceca
- 30 dicembre - Daniil, cantante e rapper islandese
- 30 dicembre - Livia Rossi, sciatrice alpina svizzera
- 30 dicembre - Thomas Silva, ciclista su strada uruguaiano
- 30 dicembre - Nardo Wick, rapper statunitense
- 31 dicembre - Kossivi Amédédjisso, calciatore togolese
- 31 dicembre - Cameron Brink, cestista statunitense
- 31 dicembre - Zakaria El Ouahdi, calciatore belga
- 31 dicembre - Gabriele Frangipani, pattinatore artistico su ghiaccio italiano
- 31 dicembre - Tomoru Honda, nuotatore giapponese
- 31 dicembre - Xavier Mbuyamba, calciatore olandese
- 31 dicembre - Scarlett Mew Jensen, tuffatrice britannica
- 31 dicembre - Drew Sanders, giocatore di football americano statunitense
- 31 dicembre - Katie Volynets, tennista statunitense
- 31 dicembre - Magdalena Łuczak, sciatrice alpina polacca